# Congrès mondial sur les parcs de l'UICN
Le congrès mondial sur les parcs de l'UICN ou congrès mondial des aires protégées est une manifestation organisée, au départ tous les dix ans, par l'Union internationale pour la conservation de la nature.

## Histoire
Lors du congrès de 2003 à Durban, Madagascar s'engage à tripler les aires protégées de son pays (pour atteindre 13% de son territoire).
Lors du congrès de Sydney, en 2014, est mise en place une liste verte des aires protégées, « distinguées pour leur gouvernance, leur bonne gestion ainsi que leur travail pour la biodiversité et la conservation de la faune et de la flore ». Parmi cinquante candidatures, 23 sites obtiennent ce nouveau label environnemental. Parmi les promesses formulées, la Chine s'engage à augmenter ses aires protégées de 20%, le Brésil s'engage à consolider 60 millions d'hectares d'aires protégées amazoniennes à 2020, et le Programme des Nations unies pour l'environnement (PNUE) promet un budget de cent millions de dollars pour appuyer les différents projets engagés.

## Liste des congrès
- 1962 : Seattle (États-Unis)[2] ;
- 1972 : Yellowstone et Grand Teton (États-Unis) ; thème : « Les parcs nationaux, un héritage pour un monde meilleur »[6].
- 1982 : Bali (Indonésie) ; thème : « Des parcs pour le développement » ;
- 1992 : Caracas (Venezuela) ; thème : « Des parcs pour la vie » ;
- 1997 : Albany (Australie) ; thème : « Les aires protégées au XXIe siècle : des îles aux réseaux »
- 2003 : Durban (Afrique du Sud) ; thème : « Avantages sans frontières »[7] ;
- 2014 : Sydney (Australie) ; thème : « Des parcs, la planète et nous : des solutions sources d’inspiration »[8]. Co-présidé par Ali Bongo Ondimba[9].